# Сао Мигел до Гуапоре
Сао Мигел до Гуапоре (на португалски: São Miguel do Guaporé) е град — община в централната част на бразилския щат Рондония. Общината е част от икономико-статистическия микрорегион Алворада д'Оести, мезорегион Източна Рондония. Населението на общината към 2010 г. е 21 828 души, а територията е 8007.866 km2 (2,73 д./km²).

## История
Общината е основана със сегашното име на 6 юли 1988 г., по силата на закон № 206, подписан от тогавашния губернатор на щата Жеронимо Гарсия ди Сантана, върху земи, отделени от съседната Коста Маркис.